# Ushuaïa Ibiza Beach Hotel
Pour les articles homonymes, voir Ushuaïa (homonymie).
Ushuaïa Ibiza Beach Hotel est une marque appartenant au groupe Palladium Hotel Group, lui-même plus connu sous son ancienne dénomination de « Fiesta Hotel Group »,,. Celle-ci décline des hôtels-discothèques, dont principalement celui sur l'île d'Ibiza. Le concept est destiné à être développé dans d'autres endroits du monde. Les plus grands DJ mondiaux de dance (EDM) se produisent dans l'hôtel d'Ibiza.

## Histoire

### Yann Pissenem

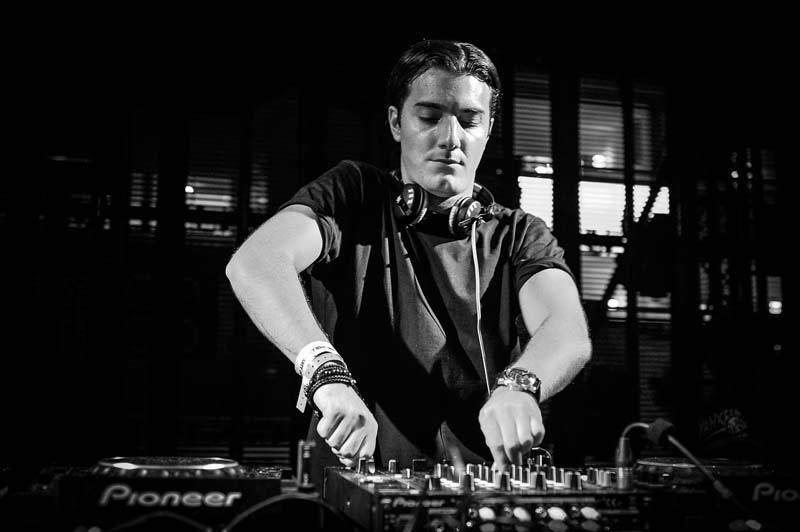
Alesso à l'Ushuaïa Ibiza Beach Hotel.

Yann et Romain Pissenem sont deux frères nés respectivement le 13 mai 1974 et le 19 mars 1978 en Lorraine. Leur mère est professeur d'anglais et le père, longtemps maire de Azelot où ils vivent, travaille pour France Télécom.
Après leur baccalauréat obtenu à Nancy et des études supérieures, ils décident de se séparer au début des années 1990 : bien qu'il ne parle alors pas un mot d'espagnol, Yann part à Barcelone tandis que son frère reste dans sa région natale. En quelque temps, Yann gère plusieurs bars, puis une discothèque à seulement vingt-trois ans, organise des soirées, et devient agent de disc-jockeys. Plusieurs années après son départ de France et son expérience de Barcelone, il s'installe à Ibiza avec une idée : sortir des clubs et discothèques de l'île pour fonder un « Beach Club » et « danser sous la Lune » tout en touchant une autre clientèle que les habitués des soirées de l'ile. À l'époque, le marché se partage essentiellement entre quatre grands établissements et une multitude d'autres plus petits : mais Yann Pissenem souhaite s'éloigner de ce concept de lieux fermés où les disc-jockeys se produisent tard dans la nuit : « J'ai rapidement compris qu'il y avait de quoi développer autre chose » précise-t-il. Le succès de ses premières organisations est rapidement au rendez-vous avec des « soirées un peu pirates sur la plage, ». Yann Pissenem va jusqu'à rassembler 14 000 personnes sur la plage pour le Space.
Son frère Romain, qui a maintenant une expérience longue et variée du monde du spectacle, le rejoint en 2010 pour créer le projet d’hôtel au sud de l'île, puis diriger High Scream une entreprise de production de spectacles (scénographie, lumières, vidéo…) œuvrant entre autres à l'Ushuaïa.

### Fondation
La marque est fondée en 2011 par Yann Pissenem qui transforme l'ancien Fiesta Club Playa d'en Bossa en Ushuaïa Ibiza Beach Hotel.
L'Ushuaïa en Espagne compte deux bâtiments mitoyens réservés aux adultes. Le premier de plus de 200 chambres appelé The Ushuaïa Club ouvre en 2011 à Platja d'en Bossa. Une seconde partie plus calme et comportant un peu moins de chambres que la première, The Ushuaïa Tower, voit le jour peu après, après la rénovation d'un immeuble de huit étages attenant qui se verra décoré de fleurs géantes. Parfois appelé l'« hôtel sœur », The Tower reste plus contemporain dans la décoration et plus luxueux que son prédécesseur. L'ensemble dispose de trois restaurants aux thèmes culinaires variés, et d'une plage privée.
Rapidement, l'Ushuaïa devient l'un des clubs les plus populaires d'Ibiza et du monde entier : en 2015, il atteint la 8e place de la liste « Top 100 Clubs » de DJ Magazine puis la 6e deux ans plus tard. Avec sa capacité de 4 000 personnes c'est l'un des plus gros clubs de l'île, qui voit passer entre l’après midi et la nuit, 12 000 personnes au total. Lors de leurs sets face à la Méditerranée, le public se trouve majoritairement autour de la piscine du Ushuaïa Club mais également dans sa chambre. En particulier, cet hôtel possède quelques chambres dont le balcon donne directement sur le show des DJ. La politique de l'établissement étant d'imposer le calme après minuit, les concerts en plein air, qui débutent entre l'après midi et le coucher du soleil, se terminent dans la discothèque de l'hôtel.
David Guetta, Martin Garrix, Axwell Λ Ingrosso, Avicii ou Hardwell et bien d'autres ont l'habitude de jouer dans cet hôtel,, certains ayant une résidence dans le lieu. La programmation musicale étant composée à plus des trois-quarts par de la musique électronique commerciale, le reste étant plus underground. Chaque année, c'est 120 shows, tous les jours de la semaine, de mai à octobre où les aspects visuels et scénographiques, gérés principalement par Romain Pissenem, restent également important pour accompagner les prestations des disc-jockeys. L'établissement a d'ailleurs établi un partenariat avec Tomorrowland, un festival connu pour ses scénographies démesurées.
L'hôtel espagnol reçoit, depuis son ouverture, diverses récompenses dont certaines concernant son architecture. Il est également durant plusieurs années dans le trio de tête du « Top 100 Clubs » de DJ Magazine. L'entreprise Palladium Hotel Group ouvre également, dans la même région, le Hard Rock Hotel Ibiza, un concept proche mais avec de la musique Rock et des projets sur le principe de l'Ushuaïa sont annoncés à Dubaï, ainsi qu'à Cancún pour 2018,.
Après un rapprochement commercial, l'Ushuaïa fini par acheter son voisin le Space, renommé peu après le « Hï Ibiza ». « Ils ont créé leur concept Ushuaïa au bon moment, lorsque l'activité des discothèques s'affaissait à Ibiza. Ils ont élevé le débat, sorti l'île du côté artisanal et lui ont apporté un grand dynamisme, en attirant une nouvelle clientèle, familiale et VIP » précise David Guetta.